# Gonia nana
Gonia nana är en tvåvingeart som beskrevs av Becker 1908. Gonia nana ingår i släktet Gonia och familjen parasitflugor.
Artens utbredningsområde är Madeira. Inga underarter finns listade i Catalogue of Life.